# Avishag Zahavi

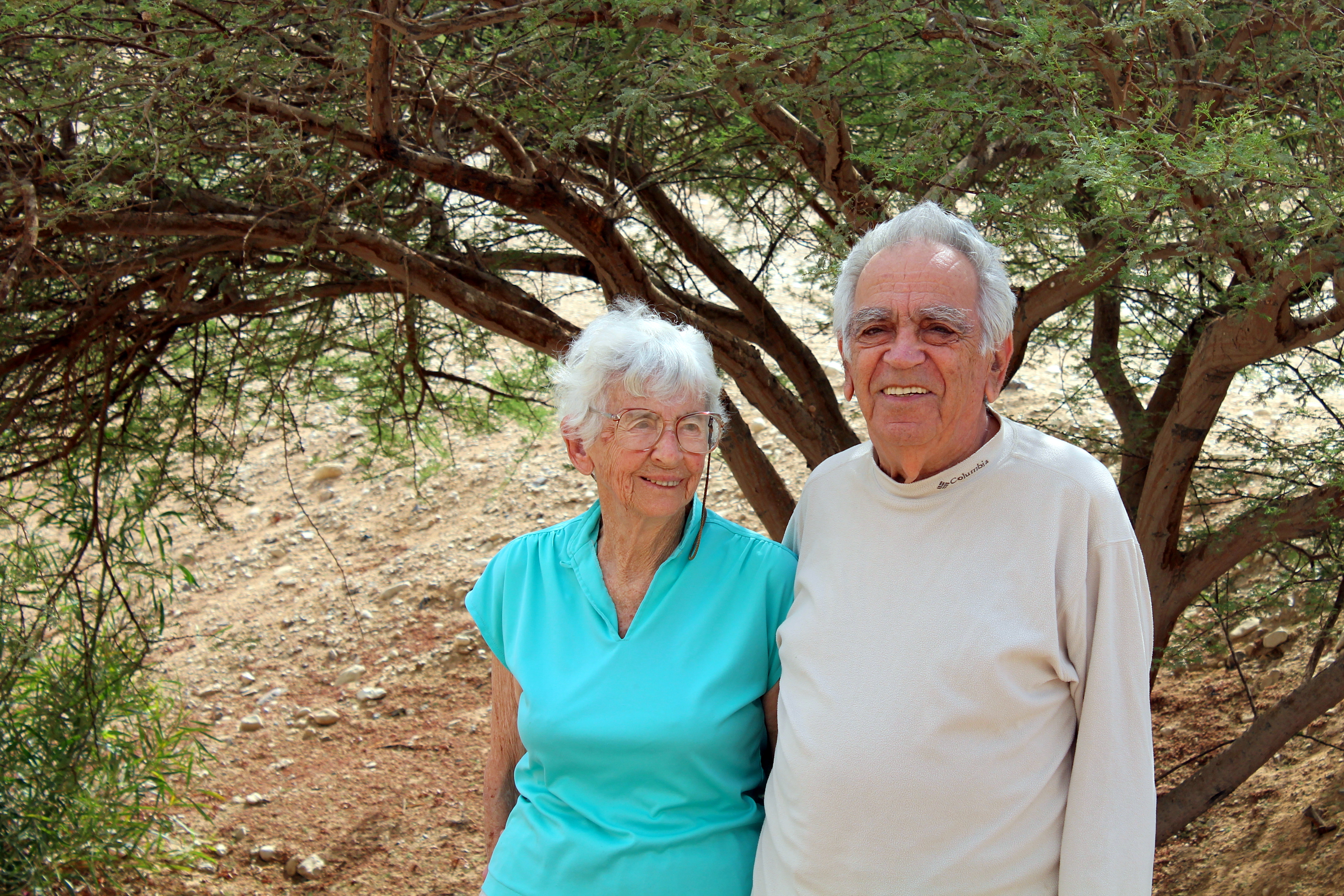
Avishag und Amotz Zahavi

Avishag Kadman-Zahavi (hebräisch אבישג זהבי; * 1922 in Haifa; † 31. Oktober 2021) war von 1969 bis 1988 Professorin für Pflanzenphysiologie am Volcani Center for Agricultural Research in Bet-Dagan, Israel. Gemeinsam mit ihrem Ehemann, Amotz Zahavi, wurde sie international bekannt durch das so genannte Handicap-Prinzip – das ist eine soziobiologische Theorie der Evolution, mit deren Hilfe erklärt werden kann, warum sich im Prozess der Evolution Verhaltensweisen und körperliche Merkmale entwickeln konnten, die auf den ersten Blick die Fitness der Individuen zu reduzieren scheinen. Gedeutet wurden solche Merkmale gerade als Ausdruck von Fitness.
Ihren späteren Ehemann hatte sie an der Hebräischen Universität Jerusalem kennengelernt und 1954 geheiratet. Trotz der engen Zusammenarbeit mit ihrem Mann bei der Erforschung des Sozialverhaltens von Graudrosselhäherlingen (Argya squamiceps, vormals: Turdoides squamiceps, auf Englisch: Arabian Babbler) erforschte sie gleichzeitig immer auch die Einflüsse des Lichts auf die Entwicklung von Pflanzen, speziell den Photoperiodismus, das Phythochromsystem und die Photomorphogenese. Nach ihrer Emeritierung setzte Avishag Kadman-Zahavi ihre Studien am Yair Center for Agricultural Research in Hatzeva fort.
Avishag und Amotz Zahavi hatten zwei Töchter und zwei Enkel.

## Belege
1. ↑  פרופ' אבישג קדמן-זהבי, ילידת חיפה, הלכה לעולמה In: haipo.co.il, abgerufen am 26. Dezember 2021.

| Personendaten    | Personendaten                                               |
| ---------------- | ----------------------------------------------------------- |
| NAME             | Zahavi, Avishag                                             |
| ALTERNATIVNAMEN  | Avishag Kadman-Zahavi                                       |
| KURZBESCHREIBUNG | israelische Pflanzenphysiologin und Evolutionstheoretikerin |
| GEBURTSDATUM     | 1922                                                        |
| GEBURTSORT       | Haifa                                                       |
| STERBEDATUM      | 31. Oktober 2021                                            |